# Flávia Arruda
Flávia Carolina Péres, mais conhecida como Flávia Arruda (Taguatinga, 21 de janeiro de 1980), é uma empresária e política brasileira, filiada ao Partido Liberal (PL). Foi ministra-chefe da Secretaria de Governo do Brasil de 2021 a 2022.

## Vida pessoal e formação acadêmica
Filha de Wilma Vitoriana de Mello e de Paulo Wilson Peres, Flávia Carolina Péres nasceu em Taguatinga, Distrito Federal. Em 1998 iniciou o curso de Educação Física na Universidade Católica de Brasília, porém não o concluiu. Flávia trabalhou em Taguatinga por um período, até decidir criar uma escola, no Recanto das Emas. Foi casada com o político José Roberto Arruda até novembro de 2022, é mãe de duas filhas.
Em 2019, concluiu o curso de Direito pelo Centro Universitário Euroamericano (Unieuro).

## Vida profissional
A convite da TV Bandeirantes, foi apresentadora do programa Nossa Gente, que abordava projetos de sucesso na área social. Alguns anos depois, foi para São Paulo, onde foi apresentadora da previsão do tempo no Jornal da Noite da Rede Bandeirantes. Nessa época usava o nome de solteira, Flávia Peres.

## Carreira política
Em 2021, foi eleita presidente da Comissão Mista de Planos, Orçamentos Públicos e Fiscalização (CMO) do Congresso Nacional. No mesmo ano, foi nomeada Ministra-chefe da Secretaria de Governo do Brasil.

### Eleições 2014
Em sua primeira incursão na política, Flávia tornou-se candidata a vice-governadora na chapa de Jofran Frejat. Isso ocorreu devido a Justiça Eleitoral indeferir a candidatura a governador de seu companheiro, José Roberto Arruda, após ter sido de preso de maneira preventiva pelo seu envolvimento no Mensalão do DEM.
Com 428.522 votos, a chapa ficou em segundo lugar, sendo derrotada para Rodrigo Rollemberg do Partido Socialista Brasileiro (PSB).

### Eleições 2018
Nas eleições distritais de 2018 foi eleita deputada federal pelo Distrito Federal e obteve 121.340 votos totalizados (8,43% dos votos válidos), sendo a deputada mais votada para o cargo.
Como deputada, em 2019, votou de maneira favorável a Reforma da Previdência proposta pelo governo de Jair Bolsonaro.

## Desempenho eleitoral
| Ano  | Eleição                        | Partido | Cargo                                        | Votos   | %                 | Resultado  | Ref.   |
| ---- | ------------------------------ | ------- | -------------------------------------------- | ------- | ----------------- | ---------- | ------ |
| 2014 | Distritais no Distrito Federal | PR      | Vice-governadora Titular: Jofran Frejat (PR) | 428.522 | 32,85% (1º Turno) | Não eleita | [ 18 ] |
| 2014 | Distritais no Distrito Federal | PR      | Vice-governadora Titular: Jofran Frejat (PR) | 649.587 | 44,44% (2º turno) |            | [ 18 ] |
| 2018 | Distritais no Distrito Federal | PR      | Deputada federal                             | 121.340 | 8,43%             | Eleita     | [ 19 ] |
| 2022 | Distritais no Distrito Federal | PL      | Senadora                                     | 429.676 | 27,21%            | Não Eleita | [ 20 ] |